# Казанский (Брянская область)
Казанский — посёлок в Выгоничском районе Брянской области, в составе Орменского сельского поселения. Расположен в 1,5 км к северо-западу от деревни Орменка. Население — 5 человек (2010).

## История
Основан в 1920-х гг.; до 2005 входил в Орменский сельсовет.
| Годы      | 1926 | 1979 | 1989 | 2002 | 2010 |
| --------- | ---- | ---- | ---- | ---- | ---- |
| Население | 98   | 49   | 21   | 11   | 5    |